# Cola subglaucescens
Cola subglaucescens là một loài thực vật có hoa trong họ Cẩm quỳ. Loài này được Engl. mô tả khoa học đầu tiên năm 1919.